# Friday the 13th: A New Beginning
Friday the 13th: A New Beginning (Nederlandse bioscooptitel: Friday the 13th deel 5: een nieuw begin) is een Amerikaanse horrorfilm uit 1985 onder regie van Danny Steinmann. Deze film is het vijfde deel in de Friday the 13th-filmreeks. Friday the 13th: A New Beginning is de opvolger van Friday the 13th: The Final Chapter uit 1984 en werd op haar beurt opgevolgd door Friday the 13th Part VI: Jason Lives in 1986.

## Verhaal
Tien jaar na het vermoorden van Jason Voorhees is Tommy Jarvis opgegroeid in verschillende geestelijke ziekenhuizen, zonder over de nachtmerrie van Jasons terugkomst heen te komen.
Als Tommy naar een rehabilitatiecentrum, op het platteland van Californië, voor geesteszieke tieners wordt gestuurd, begint er weer een reeks angstaanjagende moorden. Een moordenaar met hockeymasker begint met het vermoorden van de mensen in en rond het centrum. De vraag is of Jason terug is gekeerd uit de dood om zijn moorden voort te zetten of heeft Tommy besloten de overheersing van Jason over te nemen of is het iemand anders?

## Rolverdeling
| Acteur               | Personage                                   |
| -------------------- | ------------------------------------------- |
| Melanie Kinnaman     | Pam Roberts                                 |
| John Shepherd        | Tommy Jarvis                                |
| Corey Feldman        | Tommy, 12 jaar                              |
| Shavar Ross          | Reggie "The Reckless" Winter                |
| Anthony Barrile      | Vinnie Manalo                               |
| Richard Young        | Dr. Matthew Letter                          |
| Dominick Brascia     | Joey Burns                                  |
| Marco St. John       | Sheriff Cal Tucker                          |
| Juliette Cummins     | Robin                                       |
| Carol Locatell       | Ethel                                       |
| Vernon Washington    | George                                      |
| John Robert Dixon    | Eddie Kelso                                 |
| Jerry Pavlon         | Jake Patterson                              |
| William Caskey Swaim | Duke Johnson                                |
| Mark Venturini       | Vic Faden                                   |
| Tiffany Helm         | Violet                                      |
| Richard Lineback     | Hulpsheriff Dodd                            |
| Suzanne Bateman      | Zuster Yates / receptioniste                |
| Bob DeSimone         | Billy Macauley                              |
| Todd Bryant          | Neil Coke                                   |
| Curtis Conaway       | Les Lesaned                                 |
| Jere Fields          | Anita                                       |
| Ric Mancini          | Burgemeester Cobb                           |
| Corey Parker         | Pete Linley                                 |
| Rebecca Wood         | Lana                                        |
| Ron Sloan            | Junior                                      |
| Debi Sue Voorhees    | Tina                                        |
| Miguel A. Núñez jr.  | Demon Winter                                |
| Dick Wieand          | Roy Burns                                   |
| Tom Morga            | Jason Voorhees (onvermeld)                  |
| John Hock            | Jason Voorhees in openingsscène (onvermeld) |